# Код доступу «Кейптаун»
«Код доступу „Кейптаун“» (англ. Safe House, «Конспіративна квартира») — американський гостросюжетний бойовик режисера Деніела Еспінози, в головних ролях Дензел Вашингтон та Раян Рейнольдс. Світова прем'єра відбулась 10 лютого 2012 року.

## Сюжет
У Кейптауні, Південно-Африканська Республіка, молодший офіцер ЦРУ Метт Вестон виконує функції «економки», оперативника, відповідального за безпеку місцевого притулку ЦРУ. Він дзвонить своєму наставнику Девіду Барлоу, щоб обговорити переведення до станції в Парижі, де живе його подруга Ана, але Барлоу запевняє його, що він ще недостатньо кваліфікований. Вестон розчарований, оскільки не мав польового досвіду за рік перебування на посаді, і Барлоу обіцяє повернутися до цього питання через кілька місяців.
В іншому місці Кейптауна колишній оперативник ЦРУ Тобін Фрост купує пристрій для зберігання даних у нечесного офіцера MI6 Алека Вейда. Під час операції на них нападає команда найманців, і Фросту доводиться тікати, врешті-решт він здається американському консульству. Команда на чолі з ветераном Деніелом Кіфером доставляє Фроста до безпечного будинку Вестона для допиту, але на них нападають найманці, вбиваючи всіх, крім Вестона, якому вдається втекти разом з Фростом.
Вестон зв'язується з Барлоу та іншими оперативниками в штаб-квартирі ЦРУ, які наказують йому чекати подальших інструкцій. Вестон звертається до Ани, пояснюючи, що їм загрожує небезпека, і пропонує їй залишитися з друзями. Вони з Фростом отримують нові координати безпечного будинку, але під час подорожі Фрост втікає, змушуючи Вестона самостійно переслідувати його. Вестон знаходить Фроста в селищі Ланга, де вони разом рятуються від чергової атаки найманців, які працюють на ЦРУ, прагнучи повернути пристрій.
Фрост розповідає Вестону, що пристрій містить докази корупції в ЦРУ, MI6 та інших розвідувальних агенціях. Вони відправляються до нового безпечного будинку, де їх чекає небезпека: Барлоу виявляється зрадником і роботодавцем найманців. У фінальній сутичці Фрост смертельно ранить Барлоу, але сам гине, передавши пристрій Вестону. Вестон вбиває Барлоу і вирішує діяти самостійно.
Повернувшись до США, Вестон зустрічається з директором Вітфордом, який наказує вилучити компрометуючі дані зі звіту, але Вестон відмовляється співпрацювати. Він передає дані ЗМІ, викриваючи корупцію в розвідувальних агенціях. Вестон їде до Парижа і таємно спостерігає за Аною, задоволений, що вона в безпеці. Ана помічає його і посміхається, перш ніж він йде, готовий розпочати нове життя з чистого аркуша.

## У ролях
- Дензел Вашингтон — Тобін Фрост, колишній оперативник ЦРУ, затриманий за продаж таємної інформації
- Раян Рейнольдс — Метт Вестон, працівник ЦРУ, куратор конспіративної квартири в Кейптауні, ПАР
- Віра Фарміґа — Кетрін Лінклейтер, голова оперативного підрозділу ЦРУ
- Брендан Глісон — Девід Барлоу, високопосадовець ЦРУ, начальник Вестона
- Сем Шепард — Гарлан Вітфорд, заступник директора ЦРУ
- Рубен Блейдс — Карлос Філлар, продавець фальшивих документів, що переховується в передмісті Кейптауна
- Нора Арнезедер — Ана Моро, француженка, кохана дівчина Вестона
- Роберт Патрік — Деніел Кіфер, командир оперативного загону ЦРУ
- Ліам Каннінгем — Алек Вейд, оперативник британської розвідки MI6
- Юель Кіннаман — Келлер, куратор запасної конспіративної квартири в ПАР
- Фарес Фарес — Варгас, командир загону найманців, що переслідують Фроста

## Цікаві факти
- На роль Метта Вестона розглядались Шая Лабаф, Тейлор Кітч, Кріс Пайн, Сем Вортінгтон, Гаррет Гедлунд, Зак Ефрон, Ченнінг Татум, Кріс Гемсворт та Джейк Джилленгол[2]
- Зйомки проходили у Кейптауні.